# Artak Daszian
Artak Daszian, orm. Արտակ Դաշյան (ur. 20 listopada 1989 w Erywaniu, Armeńska SRR) – ormiański piłkarz, grający na pozycji pomocnika, reprezentant Armenii.

## Kariera piłkarska

### Kariera klubowa
Wychowanek klubu Bananc Erywań, w którym rozpoczął karierę piłkarską. W lutym 2010 podpisał 3 letni kontrakt z Metałurhem Donieck. Jednak nie potrafił przebić się do podstawowej jedenastki ukraińskiego klubu i wiosną 2011 został wypożyczony do poprzedniego klubu Bananc Erywań.

### Kariera reprezentacyjna
Od 2008 jest zawodnikiem młodzieżowej i narodowej reprezentacji Armenii.